# Prakhon Chai (huyện)
Prakhon Chai (tiếng Thái: ประโคนชัย) là một huyện (‘‘amphoe’’) ở phía nam của tỉnh Buriram, đông bắc Thái Lan.

## Địa lý
Các huyện giáp ranh (từ phía nam theo chiều kim đồng hồ) là Ban Kruat, Lahan Sai, Chaloem Phra Kiat, Nang Rong, Mueang Buriram, Phlapphla Chai của tỉnh Buriram và Prasat của tỉnh Surin.

## Lịch sử
Huyện này đã được đổi tên từ Talung (ตะลุง) sang Prakhon Chai năm 1939.

## Hành chính
Huyện này được chia thành 16 phó huyện (tambon), các đơn vị này lại được chia thành 199 làng (muban). Prakhon Chai là một thị trấn (thesaban tambon) nằm trên một phần của tambon Prakhon Chai. Có 16 tổ chức hành chính tambon (TAO).
| Số TT | Tên          | Tên tiếng Thái | Số làng | Dân số |  |
| ----- | ------------ | -------------- | ------- | ------ |  |
| 1.    | Prakhon Chai | ประโคนชัย       | 30      | 18.127 |  |
| 2.    | Salaeng Thon | แสลงโทน        | 7       | 5.887  |  |
| 3.    | Ban Sai      | บ้านไทร         | 12      | 9.473  |  |
| 5.    | Lawia        | ละเวี้ย          | 13      | 9.789  |  |
| 6.    | Chorakhe Mak | จรเข้มาก        | 18      | 11.519 |  |
| 7.    | Pang Ku      | ปังกู            | 14      | 9.938  |  |
| 8.    | Khok Yang    | โคกย่าง         | 9       | 4.371  |  |
| 10.   | Khok Ma      | โคกม้า          | 10      | 7.226  |  |
| 13.   | Phaisan      | ไพศาล          | 16      | 11.575 |  |
| 14.   | Tako Taphi   | ตะโกตาพิ        | 11      | 7.047  |  |
| 15.   | Khao Khok    | เขาคอก         | 15      | 9.797  |  |
| 16.   | Nong Bon     | หนองบอน        | 11      | 7.778  |  |
| 18.   | Khok Makham  | โคกมะขาม       | 7       | 4.182  |  |
| 19.   | Khok Tum     | โคกตูม          | 10      | 5.728  |  |
| 20.   | Prathat Bu   | ประทัดบุ         | 8       | 4.082  |  |
| 21.   | Si Liam      | สี่เหลี่ยม         | 8       | 5.622  |  |

Các con số mất là các tambo nay thuộc huyệnPhlapphla Chai.